# Nuklearunfall bei Goldsboro

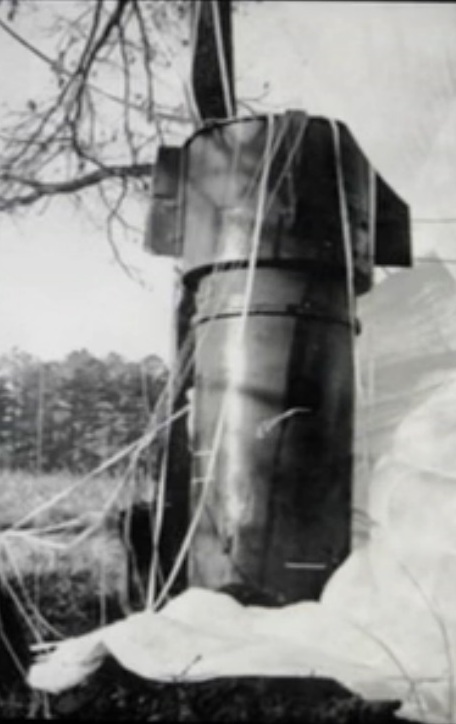
Mark 39

Beim Nuklearunfall bei Goldsboro am 24. Januar 1961 wurden bei einem Absturz eines Bombers zwei Wasserstoffbomben bei Goldsboro, North Carolina unkontrolliert abgeworfen. Bei einer der Bomben versagten mehrere Sicherheitsvorkehrungen, was zu unterschiedlichen Interpretationen führte, wie nah eine schwere Atomkatastrophe gewesen sei.

## Hergang
Zwischen dem 23. und 24. Januar 1961 etwa um Mitternacht traf eine Boeing B-52G der US Air Force ein Tankflugzeug, um in der Luft betankt zu werden. Dabei sah die Crew des Tankflugzeugs, dass die B-52 aus einem Treibstofftank im Flügel Kerosin verlor. Die Betankung wurde abgebrochen und die Bodenstation informiert. Diese wies die B-52 an, so lange vor der Küste zu kreisen, bis ein Großteil des Kerosins verbraucht war, und dann zu landen. Als die B-52 vor der Küste angekommen war, meldete der Pilot, dass das Leck größer geworden war und er binnen drei Minuten 17 Tonnen Treibstoff aus dem Tragflächentank verloren hatte. Man wies ihn an, direkt Richtung Seymour Johnson Air Force Base zu fliegen. Als sich die B-52 in etwa 3000 m Höhe befand, war sie aufgrund der einseitigen Gewichtsverteilung nicht mehr steuerbar. Der Pilot wies die Crew an, per Fallschirm abzuspringen. Zwei Männer der Crew starben beim Absturz. Der dritte Pilot, Lt. Adam Mattocks, ist das einzige Besatzungsmitglied, dem es je gelungen ist, einen erfolgreichen Notausstieg aus der oberen Luke einer B-52 ohne Schleudersitz durchzuführen. Als die Crew die B-52 das letzte Mal sah, waren die beiden 'Mark 39'-Wasserstoffbomben mit einer Sprengkraft von jeweils 2 bis 4 Megatonnen TNT noch an Bord. Das Flugzeug brach vor dem Aufprall in einer Höhe von 1000 bis 2000 Fuß (300 bis 600 m) auseinander; dabei lösten sich die Bomben von dem zu Boden trudelnden Wrack. Der Fallschirm der einen Bombe öffnete sich, dadurch gelangte sie relativ unbeschädigt zu Boden (siehe Foto).
Nach einigen Aussagen wäre diese Bombe beinahe detoniert – nur noch eine von vier Sicherheitsvorrichtungen sei intakt gewesen. Nach anderen Angaben sei eine Nuklearexplosion – vor allem mit voller Sprengkraft der sekundären Fusionsstufe – ausgeschlossen gewesen, weil etliche Elemente in der Kette der Zünd- und Sicherungsvorrichtungen wie vorgesehen funktioniert haben und die Bomben zur Schaffung der physikalischen Bedingungen für die nuklearen Kettenreaktionen vor dem Ausklinken bewusst von mehreren Besatzungsmitgliedern unabhängig voneinander hätten scharf gemacht werden müssen, was nicht der Fall war.
Die andere Bombe bohrte sich in einem Sumpfgebiet tief ins Erdreich, zerbarst und konnte nur teilweise geborgen werden.